# Chrysopa trifurcata
Chrysopa trifurcata is een insect uit de familie van de gaasvliegen (Chrysopidae), die tot de orde netvleugeligen (Neuroptera) behoort. 
Chrysopa trifurcata is voor het eerst wetenschappelijk beschreven door Banks in 1949.